# Општина Цага (Клуж)
Цага (рум. Ţaga) општина је у Румунији у округу Клуж.
Oпштина се налази на надморској висини од 326 m.